# 빠른우편
빠른우편이란 1994년 9월 13일부터 2006년 3월 1일까지 존재한 우편제도이다. 송달 속도로 구분한 우편물의 한 종류로, 보통우편은 접수한 날로부터 제4근무일 내에 배달되는데, 빠른우편은 접수한 다음 근무일에 배달된다. 일반적으로 우편물을 접수한 다음날까지 수취인에게 전달했으며, 통상우편 요금에 90원의 수수료가 붙었다. 우정 관련 업무가 우정사업본부로 이관된 후, 우편서비스의 합리적 개혁을 도모하기 위하여 빠른우편 서비스의 낮은 이용률과 수익성 등을 이유로 폐지되었다. 다만 등기우편은 국내특급우편이 존속하였다.

## 참고 문헌
- 이 문서에는 다음커뮤니케이션(현 카카오)에서 GFDL 또는 CC-SA 라이선스로 배포한 글로벌 세계대백과사전의 "빠른우편" 항목을 기초로 작성된 글이 포함되어 있습니다.